# 기비정 (와카야마현)
기비정(吉備町)은 와카야마현 아리다군에 설치되었던 정이다.